# 明音亜弥
明音 亜弥（あかね あや、1995年12月12日 - ）は 、日本の女優、歌手、イラストレーター、タレント。北海道出身。

## 来歴・人物
- 男装アイドルグループ風男塾の元メンバーで、香月大弥としても活動していた。メンバーカラーは黄（月）色。
- 根っからのアニメ・ゲームオタクで自分でコスプレをするほど大好き。

## 経歴
2019年
- 1月1日、風男塾の21stシングル「ツバメ」のMVに桜司爽太郎と共に謎の人物として出演。
- 1月9日、「香月 大弥（かつき だいや）」として風男塾に加入。
- 2月11日、中野サンプラザホールで行われた、瀬斗光黄の卒業公演『風男塾 LIVE 2019 〜SMILE〜 』てライブデビュー。
- 6月19日、 Dash&Daaash!!でCDデビュー。

2020年
- 4月4日、「香月 大弥」として風男塾の卒業を発表した。
- 8月25日、自身のTwitterにて芸名を「明音亜弥（あかねあや）」に変更し活動していくことを報告した[1]。

2023年
- 5月1日、WorldCodeへの所属を発表した[2]。

## 出演

### 舞台
- READING LIVE DREAM 〜2020 in October〜 朗読劇「夢の行方」（2020年10月9日 - 18日、ウッディシアター中目黒）- 桃瀬 役（ヒロイン）[3]
- 演劇の毛利さん –The Entertainment Theater vol.0 音楽劇「星の飛行士」（2021年1月6日 - 17日、サンシャイン劇場/ 1月28日 - 31日、梅田芸術劇場 シアター・ドラマシティ）- スピカ 役[4]
- 「私の道しるべ」プロジェクトvol.1（2021年2月7日/9日/12日/14日、新宿サンモールスタジオ） - アルク 役（ヒロイン）[5]
- 舞台「放課後戦記〜血塗られた首謀者〜」振替公演（2021年8月19日 - 22日、六行会ホール/2021年10月9日 - 10日、Theater Mixa）- 宝示戸顕乃 役[6] [7] [注 1]
- 舞台『悪役令嬢ですが攻略対象の様子が異常すぎる』（2022年2月16日 - 20日、BIG TREE THEATER） - ミスティア・アーレン 役（ヒロイン）[13][14]
- CRUSH KITCHEN ENTERTAINMENT VOL.3「サタデーナイトスペシャル」（2022年10月5日 - 9日、六行会ホール） - 地平のどか 役[15]
- Fockersプロデュース2022 『サブスクリプション』（2022年11月9日 - 13日、新宿シアター・ミラクル） - しろばら 役[16]
- 日中国交正常化50周年・日中平和友好条約45周年記念公演 日中合作 音楽劇「李香蘭-花と華-」（2023年1月13日 - 22日、紀伊國屋サザンシアター TAKASHIMAYA） - 潘月華 役[17]
- 劇団ラパン雑貨ゝ第9回公演 【Reduce:Reuse:Restart ~瓦礫のヒーロー再び~】（2023年4月19日 - 23日、シアターKASSAI） - ツツジ・ココ 役（ヒロイン）[18]
- 舞台『吸血鬼すぐ死ぬ』（2023年6月2日 - 12日、天王洲 銀河劇場） - マリア 役[19]
- ミュージカル「Neo Doll」（2023年8月18日 - 27日、シアターサンモール） - ガーネット 役[20]
- 魔法歌劇 アルマギア〜Episode.0〜（2023年11月2日 - 5日、シアター1010） - ガノイン 役[21]
- 『HIGH CARD the STAGE – CRACK A HAND』（2024年1月19日 - 29日、シアター1010） - チェルシー・ハモンド 役[22]
- 乃木坂46″5期生”版ミュージカル「美少女戦士セーラームーン」2024（2024年4月12日 - 29日、IMM THEATER） - ゾイサイト 役[23]
- ミュージカル「暁のヨナ」（2024年7月20日 - 28日、シアターH） - 主演・ヨナ 役（Wキャスト）[24]
- ミュージカル『Neo Doll』（2024年11月29日 - 12月8日、シアターH） - ガーネット 役[25]
- ミュージカル『薔薇王の葬列』（2025年4月19日 - 27日、こくみん共済 coop ホール/スペース・ゼロ） - ジャンヌダルク 役[26]

### TV
- 全力坂「No.3013 茶屋坂」「No.3019 富士見坂」「No.3040 目黒一丁目の坂」（2022年2月2日、2月14日、3月22日テレビ朝日）  [27] [28] [29]

### CM
- 「荒野行動-Knives Out-」（2022年）[30] [31]
- 『Camecon(カメコン )』（2023年）[32] [33]

### イベント
- アイドルは嘘ついている⁉︎with T（2020年11月27日/2021年3月26日、笑や）- ゲスト出演
- 『即興コントステージ』（2021年4月11日、四谷三丁目ドリームシアター）[34]
- TOKYO SAKE FESTIVAL2021 スピンオフ〜戦国武将の末裔が集結〜上杉孝久プロデュース國酒の宴〜（2021年10月28日、秋葉原UDX） - MC [35]
- 「2021東京・中国映画週間」閉幕式＆ゴールドクレイン賞授賞式（2021年10月31日、TOHOシネマズ日本橋） - アーティスト歌唱出演[36]

### 配信
- 『ヤマト運輸×SHOWROOMライブコマース』（2021年6月9日、16日、23日、30日/10月20日、27日/11月3日、10日） - 公式ライバー

### LIVE
- 明音亜弥 1st LIVE&TALK EVENT『FIRST STORY』（2021年4月24日、PAPERA）
- 株式会社World Code 5周年記念「World Code〜5th ANNIVERSARY〜」（2023年12月3日、DisGOONieS）

香月大弥としての出演は「風男塾」の項を参照のこと。